# Könkäänlampi (sjö, lat 66,65, long 28,00)
Könkäänlampi är en sjö i Finland. Den ligger i kommunen Kemijärvi i landskapet Lappland, i den norra delen av landet, 700 km norr om huvudstaden Helsingfors. Könkäänlampi ligger 151 meter över havet. Arean är 54,1 hektar och strandlinjen är 5,99 kilometer lång. Sjön  ingår i Kemi älvs huvudavrinningsområde.   Den ligger vid sjön Joutsijärvi.